# ۹۹۶ (میلادی)
۹۹۶ (میلادی) نهصد و نود و ششمین سال تقویم میلادی است.

## درگذشتگان
‎